# Pesa Dart
Pesa Dart je elektrická jednotka, provozovaná společností PKP Intercity, výrobcem je společnost PESA Bydgoszcz. Jednotky jsou vysokopodlažního konceptu a jsou určeny pro dálkovou dopravu, nesou označení ED161. Poprvé tato vozidla vstoupila do služby 29. prosince 2015 a jsou nasazována výhradně na vlaky kategorie InterCity.

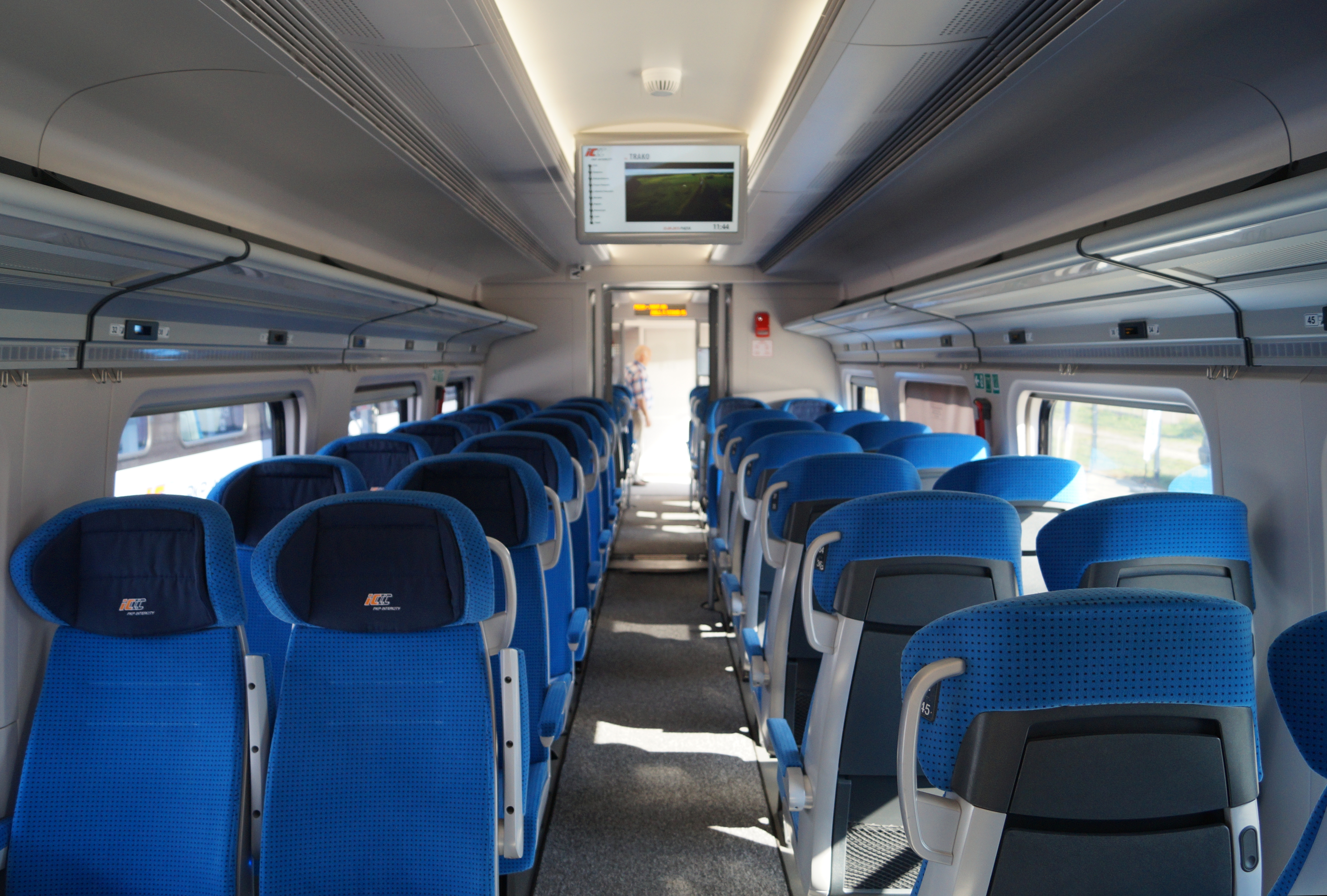
Interiér druhé vozové třídy